# Maquereau au vin blanc
Le maquereau au vin blanc est un mets de la cuisine française. Déjà consommé au milieu du XVIIIe siècle sous le nom de « maquereaux en gras », il est devenu populaire à la fin du XIXe siècle, quand il a été commercialisé sous forme de conserve.

## Historique
Une recette de maquereau au vin blanc — dit maquereau en gras —, est donnée, dès 1750, par François-Alexandre Aubert de La Chesnaye des Bois, elle a très peu changé depuis. Ce fut au cours des années 1880 que ce mets, jusqu'alors préparé en restauration ou en famille, le fut industriellement, à Boulogne-sur-Mer sous forme de filets marinés au vin blanc et stérilisés en boîte de conserve.

## Ingrédients
Parmi toutes les variétés de maquereaux, il est généralement conseillé d'utiliser la lisette. C'est un petit maquereau pêché en Manche, le plus souvent à la ligne, dite mitraillette (ligne à plusieurs hameçons).
Les lisettes sont découpées en filets, qui sont mis à mariner dans du muscadet, avec des carottes et oignons émincés, des épices, des herbes de Provence et du citron. Puis l'ensemble est rapidement cuit dans une cocotte.